# Harrie Lemmens
Harrie Lemmens (Weert, 1953) é um tradutor e escritor holandês.

## Biografia
Estudou Filosofia e Letras na Katholieke Universiteit Nijmegen, actualmente Radboud Universiteit. Entre 1981 e 1983 viveu em Berlim (RDA), onde trabalhou como tradutor e leitor de Neerlandês na Universidade Humboldt de Berlim. Em 1985 mudou-se para Lisboa, onde ficou até 1988, quando regressou para Nimega, cidade que trocou em 1996 por Bruxelas. Desde 2009 voltou à Holanda e vive actualmente em Almere.

## Traduções
Nos anos oitenta, traduziu vários livros do Alemão, Inglês e Espanhol para Neerlandês e para Alemão do romance Van oude mensen de dingen die voorbijgaan do escritor neerlandês Louis Couperus.
Em 1989 estreou-se como tradutor do Português com o livro Portugal een gids voor vrienden (Portugal, um guia para amigos) de José Rentes de Carvalho e já traduziu mais do que cem livros (ficção e poesia), sendo responsável por 20% de todas as traduções literárias do Português feitas na Holanda entre 1895 e 2013. A sua definição do trabalho dum tradutor é: "Traduzir é inventar o que já lá está." 
Harrie Lemmens traduziu mais de dez livros de:
- António Lobo Antunes
- José Saramago

mais de cinco de:
- José Rentes de Carvalho
- João Ubaldo Ribeiro
- Fernando Pessoa
- José Eduardo Agualusa

e mais de três de:
- Mia Couto
- Dulce Maria Cardoso
- Eça de Queiroz

## Obra literária
Em 2014 estreou-se como escritor com o livro God is een Braziliaan (Amsterdam), traduzido para Português por Mariângela Guimarães e publicado no Brasil em 2015 sob o título Deus é brasileiro. 
Seu segundo livro (sobre Lisboa), Licht op Lissabon – stadsverhalen (Amsterdam 2021). 

## Prémios
Em 2006 recebeu o prémio de tradução da fundação Fonds voor de Letteren. No seu relatório o júri elogia a sua extensa e importante obra, dizendo: "Graças aos seus esforços como embaixador a literatura de língua portuguesa tem uma presença bem visível nas estantes das livrarias."
No dia 22 de Fevereiro de 2022, recebeu do Presidente da República Portuguesa, Marcelo Rebelo de Sousa, o grau de Comendador da Ordem do Infante D. Henrique por serviços prestados à expansão da cultura portuguesa, da sua História e dos seus valores.

## Vida pessoal
Harrie Lemmens é casado com a tradutora e fotógrafa Ana Carvalho e tem dois filhos. Vive alternadamente entre Almere e o Porto. Tem um site com uma extensa bibliografia. Desde 2016 publica, em colaboração com Ana Carvalho e Marilyn Suy, a revista digital Zuca-Magazine, dedicada à divulgação da literatura lusófona na Holanda. A revista já teve quatro edições impressas e duas estão programadas. Uma dedicada a Fernando Pessoa e a outra a Gil Vicente.